# Khoa học kỹ thuật Đại Việt thời Lê sơ
Khoa học kỹ thuật Đại Việt thời Lê Sơ phản ánh các thành tựu về khoa học tự nhiên như toán học, y học, thiên văn học và lịch pháp nước Đại Việt từ năm 1428 đến năm 1527.

## Toán học
Môn toán thời Lê Sơ được triều đình chú trọng. Trên thực tế, việc xây cất cung điện, đền chùa, chế tạo vũ khí cũng như làm cơ sở cho các môn khoa học khác như thiên văn học, luôn đòi hỏi phải tính toán.
Toán học thời kỳ này là toán học ứng dụng, khi việc giải quyết các phép tính lập phương, khai bình phương, sai phân, tích phân còn mang nhiều cách tính theo lối dân gian.
Hai nhà toán học thời Lê sơ là Lương Thế Vinh và Vũ Hữu.
Lương Thế Vinh được gọi là Trạng Lường. Ông đã bỏ ra nhiều thời gian đo đạc, tính toán ruộng đất trên thực địa, rồi rút ra những quy tắc chung để truyền dạy cho đời. Tác phẩm ông để lại là Đại thành Toán pháp.
Vũ Hữu được đánh giá là nhà toán học xuất sắc nhất thế kỷ 15. Tác phẩm Lập thành toán pháp cùng phương pháp đo tính ruộng đất của ông được phổ biến ra cả nước. Có lần Vũ Hữu tính toán số gạch cần thiết để tu bổ các cổng thành Thăng Long mà số gạch vừa đủ, không thừa, không thiếu một viên nào.
Môn toán được sĩ tử theo học khá phổ biến và có sức hấp dẫn đối với nhiều người trong xã hội. Năm 1506, vua Lê Uy Mục mở kỳ thi toán ở sân điện Giảng Võ, có tới 3 vạn người tới dự thi. Triều đình lấy đỗ 1519 người, trong đó 144 người đỗ loại giỏi. Theo Lịch sử Việt Nam, viện sử học, nhà Lê tổ chức thi toán 10 năm 1 lần. Tuy nhiên, theo Khâm định Việt sử Thông giám cương mục, các kì thi Toán được ghi chép lại trong giai đoạn Lê sơ được tổ chức vào các năm 1437, 1472, và 1505, lệnh cho thi toán 15 năm một lần.

## Y học
Cơ quan đứng đầu triều đình về y học là Thái y viện chuyên lo chữa bệnh cho các thành viên trong cung đình. Đối với nhân dân, thường có các lang y ở các làng quê hành nghề chữa khám tư.
Lê Thánh Tông đề ra quy định giữ gìn vệ sinh an toàn thực phẩm và khám nghiệm pháp y khá nghiêm ngặt trong Luật Hồng Đức. Theo quy định, các nạn nhân bị chết trên đường mà thân thể có thương tích thì quan địa phương phải cho khám nghiệm pháp y rồi mới được chôn cất. Đồng thời, Lê Thánh Tông còn nghiêm cấm bán thịt hoặc chế biến thức ăn từ thịt thiu thối.
Hai nhà y học trong thời kỳ này là Phan Phu Tiên (đồng thời là nhà sử học) và Trạng nguyên Nguyễn Trực.
Phan Phu Tiên là tác giả sách Bản thảo thực vật toát yếu. Nội dung sách bao gồm các biện pháp chữa bệnh, nhưng chú trọng đến chế độ ăn uống hơn cả. Ông kê ra hơn 400 loại thức ăn động vật và thực vật ở Đại Việt và các công dụng của các loại thức ăn đó. Sách Bản thảo thực vật toát yếu nay đã thất lạc.
Nguyễn Trực có tác phẩm để lại là Bảo anh lương phương (Phương thuốc hay để bảo vệ trẻ nhỏ) viết xong năm 1455. Nguyễn Trực đã nêu ra 5 phép khám bệnh cho trẻ em, phân tích sâu vào bệnh đậu mùa và liệt kê 114 vị thuốc chữa bệnh này.

## Thiên văn, lịch pháp và thủy văn
Cơ quan phụ trách công việc này trong triều đình là Thái sử viện. Người đứng đầu Thái sử viện là Thái sử lệnh, bên dưới có Thái sử thừa, Linh đài lang, thái chức và Chưởng lịch. Sang thời Lê Thánh Tông, cơ quan này đổi gọi là Tư thiên giám, với chức năng xem diễn biến thời tiết, thấy các "điềm lành" và "tai dị" được suy luận và làm tờ tấu trình.
Quan niệm của người Việt Nam thế kỷ 15 vẫn xem các hiện tượng gió, mưa, sương, tuyết... đều do sự vận hành của trăng sao, tức là khí hậu thuộc về môn thiên văn. Do đó công việc làm lịch, quan sát thiên văn và thủy văn vẫn được đặt chung trong một cơ quan như thời nhà Trần trước đây.

## Người Việt ở nước ngoài
Có hai nhà khoa học lớn của Việt Nam thế kỷ 15 là Hồ Nguyên Trừng và Nguyễn An, nhưng không phục vụ được cho đất nước mà vì hoàn cảnh lịch sử đã bị bắt sang Trung Quốc, phục vụ cho nhà Minh.
Hồ Nguyên Trừng là hoàng tử nhà Hồ, anh vua Hồ Hán Thương. Ông bị bắt sang Trung Quốc khi nhà Hồ thất bại. Tại Trung Quốc, ông đã chế ra súng Thần công gồm ba loại: đại, trung và tiểu.
Nguyễn An là kiến trúc sư, xây dựng nhiều công trình ở Cố Cung Bắc Kinh và hệ thống cống, đập trên sông Hoàng Hà.